# يوشييا تاكيمورا
يوشييا تاكيمورا (باليابانية: 竹村 栄哉) (6 ديسمبر 1973 في ميوشي في اليابان – )؛ هو لاعب كرة قدم ياباني سابق كان يلعب كلاعب وسط.

## وصلات خارجية
- يوشييا تاكيمورا على موقع رابطة كرة القدم اليابانية للمحترفين (اليابانية)
- يوشييا تاكيمورا على موقع عالم كرة القدم.نت (الإنجليزية)